# Nauru Airlines
Nauru Airlines – narodowe linie lotnicze Nauru. Operują na południowym Pacyfiku - w Oceanii. Linia posiada flotę złożoną z pięciu samolotów - wszystkie to samoloty Boeing 737. Dawniej linie miały nazwy takie jak Air Nauru, a następnie Our Airline. Obecną nazwę (Nauru Airlines) linie lotnicze noszą od 1 sierpnia 2014 roku. Samoloty latają do Australii, Fidżi, Kiribati oraz na Wyspy Marshalla.